# Walter Crane
Walter Crane (født 15. august 1845 i Liverpool, død 14. marts 1915 i Horsham) var en engelsk genremaler og illustrator.
Han blev elev af faren Thomas Crane og senere af William Linton; i London påvirkedes han af Prærafaelitterne; et længere ophold i Rom (1871-73 og senere) bragte ham nær til renæssancens kunst, især Botticelli. Til hans mest bekendte oliemalerier hører Venus’ Fødsel (1877), Proserpina (1878), Livets Bro, det Guido Reni’ske Flygtende Timer, Solopgang (1888) og Pandora (1889); også i akvarelmaleriet har han ydet dygtige arbejder, arkitekturstykker, Forårsbudet, Platons Have. Det er dog særlig som illustrator af børnebøger og som arbejder i kunstindustriens tjeneste, at han har vundet stor anseelse: hans kvikke, humoristiske og smagfulde billeder til børnebøgerne: Walter Crane’s Toy Books (1869-75), Picture Books (1874-75), Echo’es of Hellas, Queen Summer, The Baby’s Opera, The Sirens Three; overhovedet hans betydningsfulde virken som reformator af det kunstneriske bogudstyr, hans virksomhed i tapetindustriens tjeneste (Nursery papers, motiver af mere almindelig dekorativ natur som La Margarete), arbejder, i hvilke kunstnerens udsøgte skønhedssans, fint beregnende øje og evne til at fylde sin flade giver sig det bedste vidnesbyrd, Crane har også virket med pennen som pædagogisk socialt interesseret kunstreformator: Claims of Decorative Art (1892), An Artist’s Reminiscences (London 1907) etc.

## Galleri
- Omslaget til en af Walter Crane’s Toy Books fra 1874, illustreret og designet af Walter Crane, farvelagt og trykt af Edmund Evans
- Frøen anmoder om at få lov til at komme ind på slottet, original maleri findes i Aberdeen Art Gallery